# Kanaren (Gemeinde Ruden)
Kanaren (slowenisch: Kanarn) ist eine Ortschaft der Gemeinde Ruden im Bezirk Völkermarkt in Kärnten, in Österreich. Die Siedlung hat 28 Einwohner (Stand 1. Jänner 2024). Östlich der Siedlung befindet sich auf dem Lisnaberg die katholische Filialkirche hll. Maria und Wolfgang.